# Avon-la-Pèze
Avon-la-Pèze è un comune francese di 183 abitanti situato nel dipartimento dell'Aube nella regione del Grand Est.

## Società

### Evoluzione demografica
Abitanti censiti